# Catxolot bru
El catxolot bru (Pseudoseisura lophotes) és una espècie d'ocell de la família dels furnàrids (Furnariidae).
Habita zones obertes als boscos de les terres baixes de l'est i sud-est de Bolívia, oest del Paraguai i també a l'Uruguai, extrem sud-est del Brasil i oest i nord de l'Argentina.